# Isola Manitoulin
Manitoulin (in ojibwe ᒪᓂᑝᐙᓕᓐᒃ, Manidoowaaling) è un'isola del Canada situata nel Lago Huron. È l'isola lacustre più grande del mondo.

## Geografia
Il territorio appartiene allo Stato dell'Ontario: con i suoi 2.766 km² ha un'estensione maggiore dello Stato del Lussemburgo. La sua popolazione nel 2001 era di 10.603 persone e la sua densità abitativa si ferma ad un modesto 4 abitanti/km².
L'isola Manitoulin ha 108 laghi d'acqua dolce, alcuni dei quali hanno le loro isole; a loro volta molte di queste "isole nelle isole" hanno i loro laghetti o stagni con piccoli isolotti al centro. Il lago Manitou, a 104 km² (40 sq mi), è il lago più grande di un'isola d'acqua dolce nel mondo, e Treasure Island nel lago Mindemoya è l'isola più grande di un lago su un'isola in un lago del mondo.
La storica cittadina di Manitowaning, a partire dal 1837, fu il primo insediamento di origine europea, mentre i primi insediamenti sull'isola sono compresi tra i 10.000 e i 2.000 anni prima di Cristo.

## Popolazione
La popolazione è così suddivisa per origini:
- Bianchi 62%
- Nativi 38%

e per religioni professate:
- 42,3% protestanti
- 37,3% cattolici
- 2,7% altri cristiani
- 17,7% altre religioni / atei